# Galenika Belgrade
Galenika est une entreprise serbe qui a son siège à Zemun, sur le territoire de la Ville de Belgrade. Elle travaille dans le secteur de l'industrie pharmaceutique, contrôlant un tiers du marché en Serbie.

## Présentation
Galenika, qui est encore une entreprise publique, évolue progressivement vers la privatisation,. En 2006, Galenika était considérée comme un leader dans la recherche et le développement en tant que seule entreprise pharmaceutique agréée par le ministère de la Science et de la Protection de l'environnement.
En 2011, la société comptait 2 725 employés et elle enregistrait une perte de 12 094 549 000 RSD, soit environ 105,2 millions d'€ de cette époque.

## Marchés
Galenika exporte ses produits en Europe, en Afrique et en Asie.